# إنتغرين ألفا-2ب
كتلة التمايز 41 (بالإنجليزية: CD41)‏ أو إنتغرين ألفا-2ب (بالإنجليزية: Integrin alpha-IIb)‏ هو بروتين موجود عن الإنسان ومشفر بالمورثة ITGA2B.

## التفاعلات
يتفاعل البروتين مع بروتين يوبيكويتيني قديم 1 وCLNS1A.